# Mira (Portugal)
Pour les articles homonymes, voir Mira.

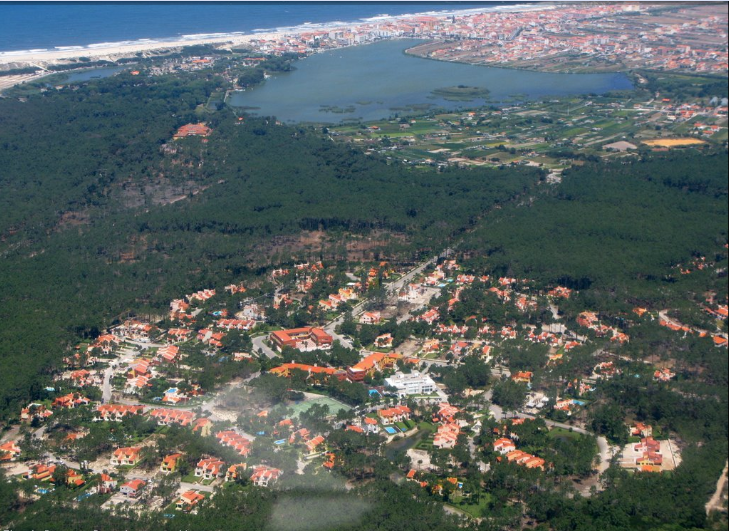

Mira est une municipalité (en portugais : concelho ou município) du Portugal, située dans le district de Coimbra et la région Centre.

## Géographie
Mira est limitrophe :
- au Sud, de Vagos,
- au Nord, de Cantanhede,
- au Nord, de Figueira da Foz,

La municipalité dispose en outre d'une façade maritime, à l'ouest, sur l'Océan Atlantique.
Cette façade est constituée par une forêt, une lagune appelée Barrinha et une plage réputée pour son micro-climat : Praia de Mira.
Praia de Mira est un village touristique rattaché administrativement à Mira. Elle a le drapeau bleu depuis 30 ans (plage propre).

## Histoire
La municipalité a été créée en 1442, par octroi d'un statut d'autonomie municipale par le régent Pierre de Portugal, duc de Coimbra. Le plein statut de concelho a ensuite été donné par charte du roi Manuel Ier, en 1514.
La nuit du 15 au 16 octobre 2017, un violent incendie a décimé la quasi-totalité de sa forêt ainsi que la zone industrielle de Carapelhos et de Seixo. Plusieurs maisons ont également été touché sur la municipalité.

## Démographie
| 1801  | 1849  | 1900  | 1930  | 1960   | 1981   | 1991   | 2001   | 2004   |
| ----- | ----- | ----- | ----- | ------ | ------ | ------ | ------ | ------ |
| 4 572 | 8 964 | 8 075 | 9 671 | 13 384 | 13 299 | 13 257 | 12 872 | 13 144 |

## Subdivisions
La municipalité de Mira groupe 8 paroisses (freguesia, en portugais) :
- Carapelhos
- Mira : a le rang de « ville »
- Praia de Mira
- Seixo
- Lagoa de mira
- Presa de mira
- Portomar
- Cabeco

## Jumelage
La municipalité de Mira est jumelée avec Lagny Sur Marne en Seine et Marne (77).